# Liste gefährdeter Nutztierrassen
Die Liste gefährdeter Nutztierrassen gibt einen Überblick über Rassen von Nutztieren, die in Deutschland, Österreich und der Schweiz heimisch sind und dort als gefährdet eingestuft werden.

## Grundlagen der Listen

### Deutschland
In Deutschland veröffentlicht die Gesellschaft zur Erhaltung alter und gefährdeter Haustierrassen (GEH) seit den 1980er Jahren jährlich eine Rote Liste der gefährdeten Nutztierrassen im Bundesgebiet. Die Gefährdungskategorien sind „extrem gefährdet“, „stark gefährdet“, „gefährdet“, „Bestandsbeobachtung“ und „nur noch Einzeltiere“. Eine Rasse wird als gefährdet bezeichnet, wenn der Bestand die Mindestanzahl (Pferde, Schweine, Ziegen, Esel: 5000 Tiere; Schafe: 1500 Tiere; Rinder: 7.500 Tiere) unterschreitet und sich über einen Zeitraum von zwei Jahren durchschnittlich um mindestens 10 % verringert. Die Einstufung in die Gefährdungskategorien geschieht durch Fachleute unter Einbeziehung der Bestandsentwicklung und deren Prognose.
Im Rahmen des Fachprogramms zur Erhaltung und nachhaltigen Nutzung tiergenetischer Ressourcen, das 2003 von der Konferenz der Agrarminister des Bundes und der Länder verabschiedet wurde, führt die Bundesanstalt für Landwirtschaft und Ernährung (BLE) die online frei verfügbare Zentrale Dokumentation Tiergenetischer Ressourcen in Deutschland (TGRDEU) mit Einstufung in Kategorien nach Bestandsgefährdung. Eine aus diesen Daten erstellte Rote Liste ist der Öffentlichkeit als Rote Liste der gefährdeten einheimischen Nutztierrassen in Deutschland verfügbar. Die Gefährdungskategorien sind
- „PERH“ (Phänotypische Erhaltungspopulation: unstreitbarer kultureller Wert, jedoch nur noch Rudimente),
- „ERH“ (Erhaltungspopulation),
- „BEO“ (Beobachtungspopulation),
- „NG“ (nicht gefährdet).

Die Kategorisierung geschieht über die Effektive Populationsgröße, die aus der Anzahl an weiblichen und männlichen Tieren errechnet wird. Teilweise wird eine abweichende Einstufung (gekennzeichnet mit *) unter Berücksichtigung zusätzlicher fachlicher Aspekte vorgenommen. Die Liste beinhaltet Pferde, Rinder, Schafe, Schweine, Ziegen und Esel. Für die Arten des Geflügels (Huhn, Gans, Ente, Pute) wurde 2006 vom Bund deutscher Rassegeflügelzüchter (BDRG) und der GEH eine Gemeinsame Rote Liste alter, heimischer und gefährdeter Geflügelrassen erstellt, die in die Liste der BLE übernommen wurde. Hier gibt es fünf Gefährdungskategorien (Kategorie I = höchste Gefährdung). Die Ausweitung auf andere Nutztierarten wie Kaninchen, Hunde und Bienen wird angestrebt. Dazu werden Rassebeschreibungen der aktuellen Eigenschaften und Leistungen der Haustierrassen geführt.
In diese Liste sind die Rassen aufgenommen, die in der Broschüre der BLE (Stand: 2008), in der TGRDEU oder von der GEH als gefährdet eingestuft werden. In Deutschland veröffentlicht die Vielfältige Initiative zur Erhaltung alter und gefährdeter Haustierrassen (VIEH) eine Rote Liste auf der auch ausländische Rassen genannt sind. Jährlich werden alle Bestandszahlen der Nutztier-Archen im In- und Ausland erfasst. Die aktuellen und früheren Bestandszahlen der Vertragshöfe werden veröffentlicht.

### Österreich
In Österreich widmet sich die Österreichische Nationalvereinigung für Genreserven (ÖNGENE) der Bestandsaufnahme einheimischer gefährdeter Nutztierrassen und ergreift Maßnahmen zur Erhaltung der gefährdeten Rassen. Darüber hinaus führt die Arche Austria – Verein zur Erhaltung seltener Nutztierrassen, die sich aktiv um die Erhaltung gefährdeter Nutztierarten in Österreich bemüht, ebenfalls ein Verzeichnis gefährdeter Rassen. In diese Liste sind zudem die von der ÖNGENE genannten gefährdeten Rassen aufgenommen und einige zusätzliche der Arche Austria. Rassen von Nutztieren, die in Österreich heimisch und dort als gefährdet eingestuft sind, werden von anerkannten Tierzuchtorganisationen betreut und sind gegebenenfalls im Rahmen der Vorhabensart „Erhaltung gefährdeter Nutztierrassen“ des Bundesministerium für Land- und Forstwirtschaft, Umwelt und Wasserwirtschaft förderfähig.
Zur Maßnahme „Erhaltung gefährdeter Nutztierrassen“ im österreichischen Programm für eine umweltgerechte Landwirtschaft (ÖPUL) des Bundesministerium für Land- und Forstwirtschaft, Umwelt und Wasserwirtschaft und für das damit verbundene Generhaltungsprogramm „Seltene, erhaltungswürdige Nutztierrassen“ wurde von der ÖNGENE ein Rassenliste seltener Nutztierrassen erstellt. Rassen, die in dieser Liste nicht enthalten sind, werden als solche kenntlich gemacht.

## Großtiere
52 von 74 einheimischen Rassen der fünf Großtierarten werden durch den Fachbeirat Tiergenetische Ressourcen in Deutschland als gefährdet eingestuft.

|      |                                     | Pferd | Rind | Schwein | Schaf | Ziege | Gesamt |
| ---- | ----------------------------------- | ----- | ---- | ------- | ----- | ----- | ------ |
| PERH | Phänotypische Erhaltungspopulation  | 4     | 1    | 0       | 0     | 0     | 5      |
| ERH  | Erhaltungspopulation Ne<200         | 2     | 9    | 2       | 5     | 0     | 18     |
| BEO  | Beobachtungspopulation 200<Ne<1.000 | 4     | 5    | 3       | 14    | 3     | 29     |
| NG   | nicht gefährdet Ne>1.000            | 13    | 6    | 0       | 3     | 0     | 22     |
|      | Gesamt                              | 23    | 21   | 5       | 22    | 3     | 74     |

Die genannten Gefährdungskategorien des Bundesministeriums für Landwirtschaft und Ernährung werden seit 2013 folgendermaßen definiert.
Phänotypische Erhaltungspopulationen (PERH)
Rassen dieser Gefährdungskategorie „können aus tierzuchtwissenschaftlicher Sicht nur noch als Rudimente verstanden werden.“ Ihr kultureller Wert ist jedoch unbestritten. Der noch vorhandene Tierbestand kann geneologisch nicht eindeutig auf die Ursprungsrasse zurückgeführt werden. Die Rasse war bei ihrer Wiederbegründung bereits stark mit anderen Rassen vermischt, war nur auf sehr wenige Tiere zurückgegangen oder weist über mehrere Generationen nur sehr geringe Populationsgrößen auf.
Erhaltungspopulationen (ERH)
Für diese Rassen werden spezielle Zuchtprogramme zur genetischen Erhaltung entwickelt, Kryoreserven angelegt und ein Monitoring durchgeführt. Gründe für eine Abweichung von der rechnerisch niedriger geschätzten Gefährdung können eine nur noch lokale Verbreitung der Rasse, eine „sehr problematische Züchterstruktur oder die Dynamik des Bestandsrückganges“ sein.
Beobachtungspopulation (BEO)
Für Rassen der Beobachtungspopulationen werden Kryoreserven angelegt und ein Monitoring durchgeführt. Falls Ne rechnerisch für ERH spricht, kann eine Einstufung in BEO auch dann vorgenommen werden, „wenn die Population stabil ist und ein wirksames Zuchtprogramm zur Erhaltung der genetischen Varianz angewendet wird.“
Nicht gefährdete Rassen (NG)
Für nicht gefährdete Rassen wird ein Monitoring durchgeführt. Abweichungen von der rechnerisch höher geschätzten Gefährdung können gegeben sein, wenn eine „neue oder synthetische Rasse züchterisch nicht konsolidiert ist und jederzeit von vorhandenen Ausgangsrassen reaktiviert werden kann, die Rasse nicht in einem eigenen Zuchtbuch geführt wird“ oder die Rasse weltweit so stark verbreitet ist, dass eine Gefährdung nicht gegeben scheint.

### Pferde
| Rasse | Abbildung    | Gefährdung in Deutschland und Österreich                             | Bestand in Deutschland und Österreich |
| --- | ------------ | -------------------------------------------------------------------- | --- |
| Altösterreichisches Warmblut | Bild gesucht | Österreich ÖNGENE: gefährdet,                                        | A: 4 Hengste / 9 Stuten |
| Arenberg-Nordkirchener Pony | Bild gesucht | Deutschland GEH: extrem gefährdet                                    | D: 4 Hengste / 18 Stuten (Stand 2007) |
| Deutsche Reitpferde (Rassegruppe der Populationen): 1. Bayerisches Warmblut 2. Deutsches Pferd 3. Deutsches Sportpferd 4. Hannoveraner 5. Holsteiner 6. Mecklenburger Warmblut 7. Oldenburger (incl. Internat. Oldenburger Springpferd) 8. Rheinisches Warmblut 9. Trakehner 10. Westfale 11. Württemberger Warmblut 12. Zweibrücker Warmblut |              | Deutschland NG (lt. TGRDEU, 2013)                                    | Gesamt: 2.726 Hengste / 53.426 Stuten (2013) Ne=9484 1. D: 84 Hengste / 2.521 Stuten (2013) 2. D: 281 Hengste / 902 Stuten (2013) 3. D: 202 Hengste / 3.584 Stuten (2013) 4. D: 522 Hengste / 15.541 Stuten (2013) 5. D: 240 Hengste / 6.478 Stuten (2013) 6. D: 79 Hengste / 842 Stuten (2013) 7. D: 629 Hengste / 9.190 Stuten (2013) 8. D: 83 Hengste / 2.075 Stuten (2013) 9. D: 147 Hengste / 2.788 Stuten (2013) 10. D: 230 Hengste / 5.673 Stuten (2013) 11. D: 77 Hengste / 2.875 Stuten (2013) 12. D: 152 Hengste / 957 Stuten (2013) |
| Deutsches Reitpony |              | Deutschland NG (lt. TGRDEU, 2013)                                    | D: 714 Hengste / 4.895 Stuten (2013) Ne=2492 |
| Dülmener Wildpferd |              | Deutschland ERH (lt. TGRDEU, 2020) GEH: extrem gefährdet             | D: 9 Hengste / 38 Stuten (2020) Ne=45 |
| Huzule |              | Österreich ÖNGENE: gefährdet                                         | D: 2 Hengste / 5 Stuten (2013) A: 19 Hengste / 175 Stuten (Herdbuch 2009) |
| Lehmkuhlener Pony | Bild gesucht | Deutschland GEH: extrem gefährdet                                    | D: 5 Hengste / 16 Stuten (2012) |
| Leutstettener | Bild gesucht | Deutschland PERH (lt. TGRDEU, 2013) GEH: extrem gefährdet            | D: 2 Hengst / 20 Stuten (2018) Ne=4 |
| Lipizzaner |              | Österreich ÖNGENE: gefährdet                                         | D: 27 Hengste / 68 Stuten (2013) A: ca. 200, weltweit ca. 4000 |
| Noriker |              | Österreich ÖNGENE: gefährdet                                         | D: 12 Hengste / 60 Stuten (2019) A: 188 Hengste / 4565 Stuten (Herdbuch 2016) |
| Pfalz-Ardenner Kaltblut |              | Deutschland PERH (lt. TGRDEU, 2013)                                  | D: 4 Hengste / 21 Stuten (2013) Ne=13 |
| Rheinisch-Deutsches Kaltblut |              | Deutschland BEO (lt. TGRDEU, 2013) GEH: gefährdet                    | D: 149 Hengste / 1.173 Stuten (2013) Ne=529 |
| Rottaler Pferd |              | Deutschland PERH (lt. TGRDEU, 2013) GEH: extrem gefährdet            | D: 9 Hengste / 18 Stuten (2013) Ne=24 |
| Schleswiger Kaltblut |              | Deutschland ERH (lt. TGRDEU, 2013) GEH: stark gefährdet              | D: 23 Hengste / 170 Stuten (2013) Ne=81 |
| Schwarzwälder Kaltblut |              | Deutschland BEO (lt. TGRDEU, 2013) GEH: gefährdet                    | D: 79 Hengste / 979 Stuten (2013) Ne=292 |
| Schwere Warmblüter (Rassegruppe der Populationen): 1. Alt-Württemberger 2. Ostfriese/Alt-Oldenburger 3. Sächsisch-Thüringisches Schweres Warmblut |              | Deutschland BEO (lt. TGRDEU, 2013) GEH: extrem gefährdet – gefährdet | Gesamt: 93 Hengste / 1.191 Stuten (2013) Ne=345 1. D: 8 Hengste / 50 Stuten (2013) 2. D: 29 Hengste / 193 Stuten (2013) 3. D: 56 Hengste / 948 Stuten (2013) |
| Senner Pferd |              | Deutschland PERH (lt. TGRDEU, 2013) GEH: extrem gefährdet            | D: 6 Hengste / 26 Stuten (2013) Ne=19,5 |
| Shagya-Araber |              | Österreich ÖNGENE: gefährdet                                         | A: 189 Zuchttiere (Stand 2009) |
| Süddeutsches Kaltblut |              | Deutschland BEO (lt. TGRDEU, 2013)                                   | D: 129 Hengste / 1.921 Stuten (2013) Ne=484 |
| Traber |              | Deutschland NG (lt. TGRDEU, 2013)                                    | D: 192 Hengste / 421 Stuten (2013) Ne=527 |

### Rinder
| Rasse                                                                | Abbildung | Gefährdung in Deutschland, Österreich und der Schweiz                                    | Bestand in Deutschland und Österreich                                                                        |
| -------------------------------------------------------------------- | --------- | ---------------------------------------------------------------------------------------- | --- |
| Angler Rind alter Zuchtrichtung (Rotvieh alter Angler Zuchtrichtung) |           | Deutschland ERH (lt. TGRDEU, 2013) GEH: extrem gefährdet                                 | D: 10 Bullen / 125 Kühe (2013) D: 30 Bullen / 325 Kühe (2014)                                                |
| Ansbach-Triesdorfer (Triesdorfer Tiger)                              |           | Deutschland PERH (lt. TGRDEU, 2013) GEH: extrem gefährdet                                | D: 7 Bullen / 77 Kühe (2013)                                                                                 |
| Deutsches Schwarzbuntes Niederungsrind                               |           | Deutschland ERH (lt. TGRDEU, 2013) GEH: gefährdet                                        | D: 8 Bullen / 2.722 Kühe (2013)                                                                              |
| Deutsches Shorthorn                                                  |           | Deutschland ERH (lt. TGRDEU, 2013) GEH: extrem gefährdet                                 | D: 20 Bullen / 185 Kühe (2013)                                                                               |
| Doppelnutzung Rotbunt                                                |           | Deutschland ERH (lt. TGRDEU, 2013) GEH: Beobachtung                                      | D: 14 Bullen / 4.744 Kühe (2013)                                                                             |
| Ennstaler Bergschecke                                                |           | Österreich ÖNGENE: hochgefährdet                                                         | A: 236 Tiere (Herdbuch 2010)                                                                                 |
| Gelbvieh                                                             |           | Deutschland ERH (lt. TGRDEU, 2013) GEH: Beobachtung                                      | D: 4 Bullen / 2.374 Kühe (2013)                                                                              |
| Glanrind                                                             |           | Deutschland BEO (lt. TGRDEU, 2013) GEH: extrem gefährdet                                 | D: 106 Bullen / 826 Kühe (2013)                                                                              |
| Hinterwälder-Rind                                                    |           | Deutschland BEO (lt. TGRDEU, 2013) GEH: gefährdet                                        | D: 98 Bullen / 521 Kühe (2013) D: 2.221 Tiere (2012)                                                         |
| Kärntner Blondvieh                                                   |           | Österreich ÖNGENE: hochgefährdet                                                         | A: 1627 Tiere (Herdbuch 2010)                                                                                |
| Limpurger                                                            |           | Deutschland ERH (lt. TGRDEU, 2013) GEH: extrem gefährdet                                 | D: 26 Bullen / 135 Kühe (2013)                                                                               |
| Murbodner Rind                                                       |           | Österreich ÖNGENE: hochgefährdet                                                         | A: 5214 Tiere (Herdbuch 2010)                                                                                |
| Murnau-Werdenfelser                                                  |           | Deutschland ERH (lt. TGRDEU, 2013) GEH: extrem gefährdet                                 | D: 24 Bullen / 216 Kühe (2013) D: 4 Bullen / 27 Kühe (Fleischnutzung, 2013)                                  |
| Original Braunvieh                                                   |           | Deutschland ERH (lt. TGRDEU, 2013) GEH: stark gefährdet Österreich ÖNGENE: hochgefährdet | D: 23 Bullen / 569 Kühe (2013) A: 1601 Tiere (Herdbuch 2010)                                                 |
| Pinzgauer                                                            |           | Deutschland ERH (lt. TGRDEU, 2013) GEH: gefährdet Österreich ÖNGENE: gefährdet           | D: 15 Bullen / 729 Kühe (2013) D: 36 Bullen / 594 Kühe (Fleischnutzung, 2013) A: ca. 5100 Tiere (Stand 2010) |
| Pustertaler Sprinzen                                                 |           | Deutschland GEH: extrem gefährdet Österreich ÖNGENE: hochgefährdet                       | D: 69 Tiere (Stand 2013) A: 584 Tiere (Herdbuch 2010)                                                        |
| Rätisches Grauvieh                                                   |           | Schweiz                                                                                  | ohne Angaben                                                                                                 |
| Rotes Höhenvieh                                                      |           | Deutschland BEO (lt. TGRDEU, 2013) GEH: gefährdet                                        | D: 137 Bullen / 1.527 Kühe (2013)                                                                            |
| Tiroler Grauvieh                                                     |           | Österreich ÖNGENE: gefährdet                                                             | A: ca. 4000 Tiere (Stand 2010)                                                                               |
| Tux-Zillertaler Rind                                                 |           | Österreich ÖNGENE: hochgefährdet                                                         | A: 1.965 Tiere (Herdbuch 2010)                                                                               |
| Uckermärker                                                          |           | Deutschland NG (lt. TGRDEU, 2013)                                                        | D: 111 Bullen / 3.896 Kühe (2013)                                                                            |
| Vorderwälder                                                         |           | Deutschland BEO (lt. TGRDEU, 2013) GEH: Beobachtung                                      | D: 238 Bullen / 6.439 Kühe (2013)                                                                            |
| Waldviertler Blondvieh                                               |           | Österreich ÖNGENE: hochgefährdet                                                         | A: 1.736 Tiere (Herdbuch 2010)                                                                               |

### Schafe
| Rasse                                                      | Abbildung    | Gefährdung in Deutschland und Österreich                                                  | Bestand in Deutschland und Österreich                          |
| ---------------------------------------------------------- | ------------ | ----------------------------------------------------------------------------------------- | -------------------------------------------------------------- |
| Bentheimer Landschaf                                       |              | Deutschland BEO (lt. TGRDEU, 2014) GEH: gefährdet                                         | D: 117 Böcke / 2.810 Auen (2014)                               |
| Bergschaf - Braunes Bergschaf                              |              | Deutschland BEO (lt. TGRDEU, 2014) GEH: stark gefährdet Österreich ÖNGENE: hochgefährdet  | D: 64 Böcke / 1.176 Auen (2014) A: 3.223 Tiere (Herdbuch 2010) |
| Bergschaf: - Geschecktes Bergschaf                         |              | Deutschland BEO (lt. TGRDEU, 2014)                                                        | D: 23 Böcke / 222 Auen (2014)                                  |
| Bergschaf: - Schwarzes Bergschaf                           | Bild gesucht | Deutschland ERH (lt. TGRDEU, 2014)                                                        | D: 6 Böcke / 135 Auen (2014)                                   |
| Bergschaf: - Weißes Bergschaf                              | Bild gesucht | Deutschland BEO (lt. TGRDEU, 2014) GEH: stark gefährdet                                   | D: 61 Böcke / 1.563 Auen (2014)                                |
| Coburger Fuchsschaf                                        |              | Deutschland BEO (lt. TGRDEU, 2014) GEH: Beobachtung                                       | D: 231 Böcke / 4.094 Auen (2014)                               |
| Deutsches schwarzköpfiges Fleischschaf                     |              | Deutschland NG (lt. TGRDEU, 2014)                                                         | D: 343 Böcke / 8.868 Auen (2014)                               |
| Deutsches weißköpfiges Fleischschaf                        |              | Deutschland BEO (lt. TGRDEU, 2014) GEH: gefährdet                                         | D: 103 Böcke / 1.502 Auen (2014)                               |
| Heidschnucke: - Graue gehörnte Heidschnucke                |              | Deutschland BEO (lt. TGRDEU, 2014)                                                        | D: 200 Böcke / 4.699 Auen (2014)                               |
| Heidschnucke: - Weiße gehörnte Heidschnucke                |              | Deutschland BEO (lt. TGRDEU, 2014) GEH: extrem gefährdet                                  | D: 73 Böcke / 1.640 Auen (2014)                                |
| Heidschnucke: - Weiße hornlose Heidschnucke / Moorschnucke |              | Deutschland BEO (lt. TGRDEU, 2014) GEH: gefährdet                                         | D: 116 Böcke / 3.056 Auen (2014)                               |
| Kärntner Brillenschaf                                      |              | Deutschland ERH (lt. TGRDEU, 2014) GEH: extrem gefährdet Österreich ÖNGENE: hochgefährdet | D: 42 Böcke / 715 Auen (2014) A: 4993 Tiere (Herdbuch 2010)    |
| Leineschaf (alten Typs)                                    |              | Deutschland BEO (lt. TGRDEU, 2014) GEH: extrem gefährdet                                  | D: 68 Böcke / 1.370 Auen (2014)                                |
| Leineschaf                                                 |              | Deutschland BEO (lt. TGRDEU, 2014)                                                        | D: 67 Böcke / 1.597 Auen (2014)                                |
| Merinofleischschaf                                         |              | Deutschland BEO (lt. TGRDEU, 2014) GEH: gefährdet                                         | D: 171 Böcke / 7.610 Auen (2014)                               |
| Merinolandschaf                                            |              | Deutschland NG (lt. TGRDEU, 2014)                                                         | D: 498 Böcke / 14.776 Auen (2014)                              |
| Merinolangwollschaf                                        | Bild gesucht | Deutschland ERH (lt. TGRDEU, 2014)                                                        | D: 52 Böcke / 4.426 Auen (2014)                                |
| Ostfriesisches Milchschaf                                  |              | Deutschland BEO (lt. TGRDEU, 2014)                                                        | D: 217 Böcke / 3.145 Auen (2014)                               |
| Rauhwolliges Pommersches Landschaf                         |              | Deutschland BEO (lt. TGRDEU, 2014) GEH: gefährdet                                         | D: 257 Böcke / 3.616 Auen (2014)                               |
| Rhönschaf                                                  |              | Deutschland BEO (lt. TGRDEU, 2014) GEH: Beobachtung                                       | D: 230 Böcke / 5.182 Auen (2014)                               |
| Skudde                                                     |              | Deutschland NG (lt. TGRDEU, 2014) GEH: gefährdet                                          | D: 258 Böcke / 2.526 Auen (2014)                               |
| Steinschaf: - Alpines Steinschaf                           |              | Deutschland BEO (lt. TGRDEU, 2014) GEH: extrem gefährdet Österreich ÖNGENE: hochgefährdet | D: 76 Böcke / 774 Auen (2014) A: 438 Tiere (Herdbuch 2010)     |
| Steinschaf: - Krainer Steinschaf                           |              | Deutschland BEO (lt. TGRDEU, 2014) GEH Österreich ÖNGENE: hochgefährdet                   | D: 83 Böcke / 672 Auen (2014) A: 1.616 Tiere (Herdbuch 2010)   |
| Steinschaf: - Montafoner Steinschaf                        |              | Österreich ÖNGENE: hochgefährdet                                                          | A: 257 Tiere (Herdbuch 2010)                                   |
| Steinschaf: - Tiroler Steinschaf                           |              | Österreich ÖNGENE: gefährdet                                                              | D: 4 Böcke / 28 Auen (2014) A: 1.909 Tiere (Herdbuch 2010)     |
| Ungarisches Zackelschaf                                    |              | Österreich ÖNGENE: hochgefährdet                                                          | D: 9 Böcke / 78 Auen (2014) A: 280 Tiere (Herdbuch 2010)       |
| Waldschaf                                                  |              | Deutschland BEO (lt. TGRDEU, 2014) GEH: stark gefährdet Österreich ÖNGENE: hochgefährdet  | D: 76 Böcke / 1.291 Auen (2014) A: 1.582 Tiere (Herdbuch 2010) |

### Schweine
| Rasse                            | Abbildung    | Gefährdung in Deutschland und Österreich                             | Bestand in Deutschland und Österreich                      |
| -------------------------------- | ------------ | -------------------------------------------------------------------- | ---------------------------------------------------------- |
| Angler Sattelschwein             |              | Deutschland Bestand 2015: 96 Eber / 424 Sauen Beobachtungspopulation |                                                            |
| Buntes Bentheimer Schwein        |              | Deutschland BEO (lt. TGRDEU, 2014) GEH: extrem gefährdet             | D: 88 Eber / 350 Sauen (2014)                              |
| Deutsche Landrasse               |              | Deutschland Beobachtungspopulation                                   |                                                            |
| Deutsches Edelschwein            | Bild gesucht | Deutschland BEO (lt. TGRDEU, 2014)                                   | D: 166 Eber / 3.835 Sauen (2014)                           |
| Deutsches Sattelschwein          |              | Deutschland BEO (lt. TGRDEU, 2014) GEH: extrem gefährdet             | D: 44 Eber / 220 Sauen (2014)                              |
| Leicoma                          |              | Deutschland ERH (lt. TGRDEU, 2014)                                   | D: 5 Eber / 19 Sauen (2014)                                |
| Mangalitza-Schwein (Wollschwein) |              | Deutschland GEH: extrem gefährdet Österreich ÖNGENE: hochgefährdet   | D: 57 Eber / 167 Sauen (2014) A: 270 Tiere (Herdbuch 2010) |
| Rotbuntes Husumer Schwein        |              | Deutschland BEO (lt. TGRDEU, 2014)                                   | D: 27 Eber / 37 Sauen (2014)                               |
| Schwäbisch-Hällisches Schwein    |              | Deutschland BEO (lt. TGRDEU, 2014) GEH: stark gefährdet              | D: 30 Eber / 329 Sauen (2014)                              |
| Turopolje-Schwein                |              | Österreich ÖNGENE: hochgefährdet                                     | A: 252 Tiere (Herdbuch 2010)                               |

### Ziegen
| Rasse                                                                              | Abbildung    | Gefährdung in Deutschland und Österreich                | Bestand in Deutschland und Österreich                        |
| ---------------------------------------------------------------------------------- | ------------ | ------------------------------------------------------- | ------------------------------------------------------------ |
| Bunte Deutsche Edelziege (BDE)                                                     |              | Deutschland BEO (lt. TGRDEU, 2014)                      | D: 221 Böcke / 4.120 Geißen (2014)                           |
| Bunte Deutsche Edelziege (BDE) - Braune Harzer Ziege seit 2012 im Herdbuch der BDE | Bild gesucht | Deutschland BEO (lt. TGRDEU, 2014) GEH                  | D: 7 Böcke / 175 Geißen (2014)                               |
| Bunte Deutsche Edelziege (BDE) - Erzgebirgsziege seit 2002 im Herdbuch der BDE     |              | Deutschland GEH                                         | ohne Angaben                                                 |
| Bunte Deutsche Edelziege (BDE) - Frankenziege seit 1930 im Herdbuch der BDE        | Bild gesucht | Deutschland GEH                                         | ohne Angaben                                                 |
| Bunte Deutsche Edelziege (BDE) - Schwarzwaldziege im Herdbuch der BDE              |              | Deutschland GEH                                         | ohne Angaben                                                 |
| Blobe Ziege                                                                        |              | Österreich ÖNGENE: hochgefährdet (2010)                 | 88 (A, 2010)                                                 |
| Gämsfärbige Gebirgsziege                                                           |              | Österreich ÖNGENE: gefährdet (2010)                     | 1.423 (A, 2010)                                              |
| Girgentana-Ziege                                                                   |              | Italien Deutschland GEH: hochgefährdet                  | D: 18 Böcke / 36 Geißen (2014)                               |
| Kupferhalsziege                                                                    |              | Schweiz hochgefährdet                                   | 160 Zuchttiere                                               |
| Pfauenziege                                                                        |              | Österreich ÖNGENE: gefährdet                            | D: 56 Böcke / 169 Geißen (2014) A: 265 Tiere (Herdbuch 2010) |
| Pinzgauer Strahlenziege                                                            |              | Österreich ÖNGENE: hochgefährdet                        | A: 67 Tiere (Herdbuch 2010)                                  |
| Pinzgauer Ziege                                                                    |              | Österreich ÖNGENE: hochgefährdet                        | A: 417 Tiere (Herdbuch 2010)                                 |
| Simplonziege                                                                       |              | Schweiz hochgefährdet                                   | ca. 100 Tiere (2017)                                         |
| Steirische Scheckenziege                                                           |              | Österreich ÖNGENE: hochgefährdet                        | A: 313 Tiere (Herdbuch 2010)                                 |
| Tauernscheckenziege                                                                |              | Österreich ÖNGENE: hochgefährdet                        | D: 21 Böcke / 70 Geißen (2014) A: 811 Tiere (Herdbuch 2010)  |
| Thüringer Waldziege                                                                |              | Deutschland BEO (lt. TGRDEU, 2014) GEH: stark gefährdet | D: 190 Böcke / 1.376 Geißen (2014)                           |
| Vierhornziege                                                                      |              | Österreich                                              | ohne Angaben                                                 |
| Weiße Deutsche Edelziege                                                           |              | Deutschland BEO (lt. TGRDEU, 2014)                      | D: 209 Böcke / 3.957 Geißen (2014)                           |

## Geflügel
Für die Arten des Geflügels wurde zwischen der Bundesanstalt für Landwirtschaft und Ernährung (BLE), dem Bund Deutscher Rassegeflügelzüchter (BDRG) und der Gesellschaft zur Erhaltung alter und gefährdeter Haustierrassen (GEH) eine „Gemeinsame Rote Liste alter, heimischer und gefährdeter Geflügelrassen“ abgestimmt. In der im Juli 2012 durch den Fachbeirat für Tiergenetische Ressourcen bestätigten „Liste alter einheimischer Geflügelrassen in Deutschland“ werden nur die ursprünglichen Farbenschläge geführt. Als heimisch gelten bereits vor 1930 in Deutschland gezüchtete Rassen, die einen nachhaltigen Nutzen haben oder hatten.
Die Einordnung sämtlicher Rassen in fünf Gefährdungskategorien orientiert sich an der Anzahl der Zuchten (Zuchtstämme bzw. Zuchtpaare):
| roter Kreis   | Kat. I   | extrem gefährdet | < 50 Zuchten erfasst    |
| oranger Kreis | Kat. II  | stark gefährdet  | ≥ 50 bis < 100 Zuchten  |
| gelber Kreis  | Kat. III | gefährdet        | ≥ 100 bis < 150 Zuchten |
| grauer Kreis  | Kat. IV  | wenig gefährdet  | ≥ 150 bis < 200 Zuchten |
| grüner Kreis  | Kat. V   | Beobachtung      | ≥ 200 Zuchten           |

Ohne Einordnung in Gefährdungskategorien werden in Österreich gefährdete Rassen nach der Österreichischen Nationalvereinigung für Genreserven (ÖNGENE) und Arche Austria – Verein zur Erhaltung seltener Nutztierrassen ergänzt. Ebenfalls ergänzt werden die laut ProSpecieRara, der Schweizerischen Stiftung für die kulturhistorische und genetische Vielfalt von Pflanzen und Tieren, in der Schweiz gefährdeten Rassen.

### Hühner
| Rasse (Farbenschlag) | Abbildung    | Gefährdung heimischer Haushühner                                                                     | Bestand Hähne/Hennen Stand: 2016 |
| --- | ------------ | --- | -------------------------------- |
| Altsteirer (wildbraun, weiß) |              | Österreich lt. ÖNGENE, lt. Arche Austria Deutschland Kat. II (stark gefährdet)                       | D: 142/564                       |
| Andalusier (blau-gesäumt) |              | Deutschland Kat. I (extrem gefährdet)                                                                | D: 31/124                        |
| Appenzeller Barthuhn |              | Schweiz lt. ProSpecieRara Schweiz                                                                    | ohne Angaben                     |
| Appenzeller Spitzhaubenhuhn |              | Schweiz lt. ProSpecieRara Schweiz                                                                    | ohne Angaben                     |
| Augsburger (schwarz) |              | Deutschland Kat. I (extrem gefährdet); Kryoreserven werden angelegt                                  | D: 74/298                        |
| Barnevelder (doppeltgesäumt) |              | Deutschland Kat. III (gefährdet)                                                                     | D: 213/945                       |
| Bergischer Kräher (schwarz-goldbraungedobbelt) |              | Deutschland Kat. I (extrem gefährdet)                                                                | D: 57/219                        |
| Bergischer Schlotterkamm (gesperbert, schwarz, schwarz-gelbgedobbelt, schwarz-weißgedobbelt) |              | Deutschland Kat. I (extrem gefährdet)                                                                | D: 66/232                        |
| Brakel (gold, silber) |              | Deutschland Kat. II (stark gefährdet)                                                                | D: 151/626                       |
| Deutsches Lachshuhn (lachsfarbig) |              | Deutschland Kat. V (Beobachtung)                                                                     | D: 304/1.236                     |
| Deutsches Langschan (blau-gesäumt, schwarz, weiß) |              | Deutschland Kat. I (extrem gefährdet); Kryoreserven werden angelegt                                  | D: 67/253                        |
| Deutsches Reichshuhn (gestreift, rot, weiß, weiß-schwarzcolumbia) |              | Deutschland Kat. II (stark gefährdet)                                                                | D: 181/844                       |
| Deutscher Sperber (gesperbert) |              | Deutschland Kat. II (stark gefährdet)                                                                | D: 188/880                       |
| Deutsches Zwerghuhn (goldhalsig, orangehalsig, schwarz, silberhalsig, weiß, wildfarbig) |              | Deutschland Kat. V (Beobachtung)                                                                     | D: 382/1.536                     |
| Deutsche Zwerg-Langschan (blau-gesäumt, rot, schwarz, weiß) | Bild gesucht | Deutschland Kat. II (stark gefährdet)                                                                | D: 161/517                       |
| Dominikaner (gesperbert) |              | Deutschland Kat. I (extrem gefährdet)                                                                | D: 26/115                        |
| Federfüßiges Zwerghuhn (gelb, gestreift, goldhalsig, gold-porzellanfarbig, isabell-porzellanfarbig, schwarz, schwarz mit weißen Tupfen, silberhalsig, weiß)                                                                                                  |              | Deutschland Kat. V (Beobachtung)                                                                     | D: 990/3.643                     |
| Hamburger Huhn (blau-gesäumt, goldlack, goldsprenkel, schwarz, silberlack, silbersprenkel, weiß) |              | Deutschland Kat. III (gefährdet)                                                                     | D: 359/1.528                     |
| Italiener (blau, gelb, gestreift, goldbraun-porzellanfarbig, orangehalsig, rebhuhnhalsig, rot, rotgesattelt, schwarz, schwarz-weißgescheckt, weiß) |              | Deutschland Kat. V (Beobachtung)                                                                     | D: 1.193/6.180                   |
| Krüper (gesperbert, rebhuhnhalsig, schwarz, schwarz-weißgedoppelt, weiß) |              | Deutschland Kat. I (extrem gefährdet), Kryoreserve angelegt                                          | D: 71/276                        |
| Lakenfelder |              | Deutschland Kat. III (gefährdet)                                                                     | D: 238/1.039                     |
| Mechelner (gesperbert, weiß) |              | Deutschland Kat. II (stark gefährdet)                                                                | D: 93/373                        |
| Minorka (schwarz, weiß) |              | Deutschland Kat. I (extrem gefährdet)                                                                | D: 44/193                        |
| Nackthalshuhn |              | Deutschland Kat. I (extrem gefährdet)                                                                | D: 72/340                        |
| Orpington (blau-gesäumt, braun-porzellanfarbig, gelb, gestreift, rebhuhnfarbiggebändert, rot, schwarz, schwarz-weißgescheckt, weiß) |              | Deutschland Kat. V (Beobachtung)                                                                     | D: 346/1.239                     |
| Ostfriesische Möve (gold-schwarzgeflockt, silber-schwarzgeflockt) |              | Deutschland Kat. III (gefährdet), Kryoreserve angelegt                                               | D: 215/979                       |
| Plymouth Rock (gelb, gestreift, schwarz, weiß) |              | Deutschland Kat. I (extrem gefährdet)                                                                | D: 88/328                        |
| Ramelsloher (gelb, weiß) |              | Deutschland Kat. I (extrem gefährdet)                                                                | D: 89/404                        |
| Rheinländer (blau-gesäumt, gesperbert, rebhuhnhalsig, schwarz, silberhalsig, weiß) | Bild gesucht | Deutschland Kat. III (gefährdet)                                                                     | D: 281/1.429                     |
| Sachsenhuhn (gesperbert, schwarz, weiß, gelb) |              | Deutschland Kat. I (extrem gefährdet); Kryoreserven für gesperbert, schwarz und weiß werden angelegt | D: 81/334                        |
| Schweizerhuhn |              | Schweiz lt. ProSpecieRara Schweiz                                                                    | ohne Angaben                     |
| Stoahendl, auch Steinpiperl oder Steinhendl |              | Österreich lt. alpenrassen.at akut vom Aussterben bedroht                                            | 100–200 Tiere (weltweit)         |
| Sulmtaler |              | Österreich lt. ÖNGENE, lt. Arche Austria                                                             | ohne Angaben                     |
| Sundheimer (weiß-schwarzcolumbia) |              | Deutschland Kat. V (Beobachtung)                                                                     | D: 298/1.239                     |
| Thüringer Barthuhn (blau-gesäumt, chamois-weißgetupft, gelb, gesperbert, gold-schwarzgetupft, rebhuhnhalsig, schwarz, silber-schwarzgetupft, weiß) |              | Deutschland Kat. III (gefährdet)                                                                     | D: 253/1.081                     |
| Vorwerkhuhn |              | Deutschland Kat. V (Beobachtung)                                                                     | D: 802/3.606                     |
| Westfälischer Totleger (gold, silber) |              | Deutschland Kat. II (stark gefährdet); Kryoreserven werden angelegt                                  | D: 176/798                       |
| Wyandotten (blau, gelb, gestreift, gold-blaugesäumt, goldhalsig, gold-schwarzgesäumt, gold-weißgesäumt, rebhuhnfarbiggebändert, rot, schwarz, schwarz-weißgescheckt, silberfarbiggebändert, silberhalsig, silber-schwarzgesäumt, weiß, weiß-schwarzcolumbia) |              | Deutschland Kat. V (nicht gefährdet)                                                                 | D: 535/2.148                     |

### Gänse
| Rasse (Farbenschlag)                    | Abbildung | Gefährdung heimischer Hausgänse                                    | Bestand 2013 Zuchten (m/w) |
| --------------------------------------- | --------- | ------------------------------------------------------------------ | -------------------------- |
| Bayerische Landgans                     |           | Deutschland Kat. I (extrem gefährdet)                              | D: 36 (33/45)              |
| Deutsche Legegans (weiß)                |           | Deutschland Kat. II (stark gefährdet)                              | D: 60 (60/160)             |
| Diepholzer Gans (weiß)                  |           | Deutschland Kat. III (gefährdet) Schweiz lt. ProSpecieRara Schweiz | D: 123 (123/240)           |
| Emdener Gans (weiß)                     |           | Deutschland Kat. II (stark gefährdet)                              | D: 91 (91/159)             |
| Landgans                                |           | Österreich lt. ÖNGENE,                                             | ohne Angaben               |
| Leinegans                               |           | Deutschland Kat. II (stark gefährdet)                              | D: 75 (75/75)              |
| Lippegans (weiß)                        |           | Deutschland Kat. II (stark gefährdet)                              | D: 85 (85/85)              |
| Pommerngans (grau, graugescheckt, weiß) |           | Deutschland Kat. V (nicht gefährdet)                               | D: 592 (592/1.194)         |

### Enten
| Rasse (Farbenschlag) | Abbildung | Gefährdung heimischer Hausenten                                                                      | Zuchten (m:w) Bestand 2013 in Deutschland |
| --- | --------- | --- | ----------------------------------------- |
| Aylesburyente (weiß) |           | Deutschland Kat. I (extrem gefährdet)                                                                | D: 31 (31/60)                             |
| Deutsche Pekingente (weiß) |           | Deutschland Kat. III (gefährdet)                                                                     | D: 147 (147/313)                          |
| Haubenente |           | Österreich lt. Arche Austria                                                                         | ohne Angaben                              |
| Hochbrutflugenten (blau, blau-gelb, schwarz, schwarz mit Latz, weiß, wildfarbig, wildfarbig mit Latz)                                           |           | Deutschland Kat. V (Beobachtung)                                                                     | D: 573 (573/1.029)                        |
| Landente mit und ohne Haube (blau, gelb, schwarz, schwarz-gescheckt, schwarz mit weißem Latz, weiß, wildfarbig, wildfarbig-gescheckt)           |           | Deutschland Kat. III (gefährdet) Österreich lt. Arche Austria                                        | D: 147 (147/275)                          |
| Laufenten (braun, rehfarbig-weißgescheckt, schwarz, weiß)                                                                                       |           | Deutschland Kat. V (Beobachtung)                                                                     | D: 390 (390/823)                          |
| Orpingtonente (gelb) |           | Deutschland Kat. III (gefährdet)                                                                     | D: 110 (110/249)                          |
| Pommernente (blau, schwarz) |           | Deutschland Kat. IV (wenig gefährdet) Österreich lt. Arche Austria Schweiz lt. ProSpecieRara Schweiz | D: 170 (170/355)                          |
| Rouenente (wildfarbig) |           | Deutschland Kat. II (stark gefährdet)                                                                | D: 84 (84/171)                            |
| Warzenente (blau, blau-gescheckt, blau-wildfarbig, braun-gescheckt, braun-wildfarbig, schwarz-gescheckt, weiß, wildfarbig, wildfarbig mit Latz) |           | Deutschland Kat. V (nicht gefährdet)                                                                 | D: 1.006 (1.006/2.407)                    |

### Puten
| Farbenschlag der Deutschen Pute                              | Abbildung    | Gefährdung heimischer Puten                                        | Zuchten (m:w) Bestand 2013 in Deutschland               |
| ------------------------------------------------------------ | ------------ | ------------------------------------------------------------------ | ------------------------------------------------------- |
| Deutsche Pute (blau, gelb, kupferfarbig, rot, schwarz, weiß) |              | Deutschland Kat. III (gefährdet)                                   | D: 131 (131/312) (ohne Bronzepute und Cröllwitzer Pute) |
| Blaue Pute                                                   | Bild gesucht | Deutschland Kat. II, lt. VHGW Österreich lt. Arche Austria         | ohne Angaben                                            |
| Bronzepute                                                   |              | Deutschland Kat. III (gefährdet) Kat. IV, lt. VHGW                 | D: 121 (121/231)                                        |
| Cröllwitzer Pute                                             |              | Deutschland Kat. IV (wenig gefährdet) Österreich lt. Arche Austria | D: 187 (187/413)                                        |
| Gelbe Pute                                                   | Bild gesucht | Deutschland Kat. I, lt. VHGW                                       | ohne Angaben                                            |
| Kupferpute                                                   | Bild gesucht | Deutschland Kat. II, lt. VHGW                                      | ohne Angaben                                            |
| Rote Pute                                                    | Bild gesucht | Deutschland Kat. II, lt. VHGW                                      | ohne Angaben                                            |
| Schwarze Pute                                                |              | Deutschland Kat. I, lt. VHGW                                       | ohne Angaben                                            |
| Weiße Pute                                                   | Bild gesucht | Deutschland Kat. I, lt. VHGW                                       | ohne Angaben                                            |

## Tauben
Infolge der Weiterentwicklung der Methode zur Gefährdungsbeurteilung der Kleintiere wurden mit der Broschüre "Einheimische Nutztierrassen in Deutschland und Rote Liste gefährdeter Nutztierrassen 2017" erstmals in Deutschland einheimische Taubenrassen erfasst. Bezogen auf die ursprünglichen, vor 1930 in Deutschland gezüchteten Farbenschläge, sind sie allesamt nicht gefährdet. Für die drei von ihnen ist eine landwirtschaftliche Nutzung zur Fleischgewinnung belegt:
| in Deutschland einheimische Taubenrasse | Abbildung                          | Bestand und Gefährdung                                                                              |
| --- | ---------------------------------- | --------------------------------------------------------------------------------------------------- |
| Coburger Lerchen ursprüngliche Farbenschläge: - gelercht - silber mit Binden - silber ohne Binden                                          | Coburger Lerche, silber mit Binden | Deutschland 2016: 3.393 Täuber / 3.409 Täubinnen / 602 Züchter Beobachtung, zurzeit nicht gefährdet |
| Luchstauben ursprüngliche Farbenschläge: - blau mit weißen Binden - blau weißgeschuppt - schwarz mit weißen Binden - schwarz weißgeschuppt | Luchstaube, schwarz weißgeschuppt  | Deutschland 2016: 1.214 Täuber / 1.225 Täubinnen / 230 Züchter Beobachtung, zurzeit nicht gefährdet |
| Strasserursprüngliche Farbenschläge: - blau mit schwarzen Binden - blau ohne Binden - blau weißgeschuppt - gelb - rot - schwarz            | Strasser, blau ohne Binden         | Deutschland 2016: 4.030 Täuber / 4.051 Täubinnen / 811 Züchter Beobachtung, zurzeit nicht gefährdet |

## Kaninchen
Die Bestände aller in Deutschland gezüchteter Kaninchenrassen wurden 2009 erstmals in einer vom Bundesministerium für Ernährung, Landwirtschaft und Verbraucherschutz finanzierten Erhebung erfasst. Sie wurden jedoch noch nicht in Kategorien der Gefährdung eingestuft. Lediglich die Gesellschaft zur Erhaltung alter und gefährdeter Haustierrassen (GEH) nahm eine (unvollständige) Einstufung vor.
Im Jahr 2012 beschloss der Fachbeirat Tiergenetische Ressourcen des BLE, den Aufgabenbereich des „Arbeitskreises Geflügel“ um die Erhaltung der einheimischen Kaninchenrassen zu erweitern. Ein Vertreter des Zentralverbandes Deutscher Rassekaninchenzüchter (ZDRK) wurde in den Arbeitskreis berufen, der in „Arbeitskreis Kleintiere“ umbenannt wurde. 29 Rassen wurden im Arbeitskreis durch Vertreter des ZDRK und des GEH als in Deutschland einheimisch, d. h. bereits vor 1949 in Deutschland mit einem nachhaltigen Nutzen gezüchtet, identifiziert. Die Einstufung gefährdeter Kaninchenrassen in der „Roten Liste einheimischer Nutztierrassen in Deutschland 2015“ erfolgte zunächst anhand der GEH-Gefährdungskennzahl (GKZ).
Mit der Berechnung der Gefährdungskennzahl (GK) werden sowohl die Anzahl männlicher (Nm) und weiblicher Zuchttiere (Nw), als auch die Anzahl der aktiven Züchter (NZ) berücksichtigt. Mit der Gewichtung um den Faktor 2 wird der besonderen Wichtigkeit der Anzahl Züchter Rechnung getragen.
Die Gefährdungskategorien sind in der Broschüre „Einheimische Nutztierrassen in Deutschland und Rote Liste gefährdeter Nutztierrassen 2017“ folgend definiert:
| bis 2016 auf Basis der GEH-Bewertungen | bis 2016 auf Basis der GEH-Bewertungen | bis 2016 auf Basis der GEH-Bewertungen | seit 2017 nach BLE | seit 2017 nach BLE | seit 2017 nach BLE                   |
| GKZ ≤ 100                              | roter Kreis                            | Kat. I (extrem gefährdet)              | GK ≤ 200           | roter Kreis        | extrem gefährdet                     |
| 100 < GKZ ≤ 500                        | oranger Kreis                          | Kat. II (stark gefährdet)              | 200 < GK ≤ 400     | oranger Kreis      | stark gefährdet                      |
| 500 < GKZ ≤ 1250                       | gelber Kreis                           | Kat. III (gefährdet)                   | 400 < GK ≤ 600     | gelber Kreis       | gefährdet                            |
| GKZ > 1250                             | grauer Kreis                           | Kat. IV (Vorwarnstufe)                 | GK > 600           | grüner Kreis       | Beobachtung, zurzeit nicht gefährdet |

| Rasse | Abbildung    | Bestandszahlen Zuchten (Rammler/Häsinnen) 2013 in Deutschland, Gefährdung (heimischer Kaninchenrassen)                                                                               |
| --- | ------------ | --- |
| Alaska ursprüngliche Farbenschläge: - schwarz glänzend |              | Deutschland 2013: 1200 Zuchten (2061 Rammler / 3694 Häsinnen) Kat. IV (Vorwarnstufe) 2016: 952 Züchter (1.752 Rammler / 3.049 Häsinnen) Beobachtung, zurzeit nicht gefährdet         |
| Angorakaninchen ursprüngliche Farbenschläge: - farbig, - weiß |              | Deutschland 2013: 151 Zuchten (233 Rammler / 357 Häsinnen) Kat. II (stark gefährdet, lt. GEH) 2016: 148 Züchter (219 Rammler / 339 Häsinnen) gefährdet                               |
| Deutsche Großsilber ursprüngliche Farbenschläge: - blau, - gelb, - graubraun, - havanna, - schwarz | Bild gesucht | Deutschland 2013: 178 Zuchten (326 Rammler / 556 Häsinnen) Kat. II (stark gefährdet) 2016: 167 Züchter (290 Rammler / 507 Häsinnen) Gefährdet                                        |
| Deutsche Riesen ursprüngliche Farbenschläge: - blaugrau, - chinchillafarbig, - dunkelgrau, - eisengrau, - schwarz, - weiß, - wildfarben                                                                               |              | Deutschland 2013: 1321 Zuchten (2383 Rammler / 4107 Häsinnen) Kat. IV (Vorwarnstufe) 2016: 984 Züchter (1.854 Rammler / 3.301 Häsinnen) Beobachtung, zurzeit nicht gefährdet         |
| Deutsche Riesenschecken ursprüngliche Farbenschläge: - blau-weiß, - schwarz-weiß |              | Deutschland 2013: 664 Zuchten (1.310 Rammler / 2.583 Häsinnen) Kat. IV (Vorwarnstufe) 2016: 505 Züchter (996 Rammler / 1.982 Häsinnen) Beobachtung, zurzeit nicht gefährdet          |
| Deutsche Widder ursprüngliche Farbenschläge: blau, blau-weiß, chinchillafarbig, dunkelgrau, eisengrau, eisengrau-weiß, hasenfarbig, schwarz, schwarz-weiß, weiß Blauaugen, weiß Rotaugen, wildfarben, wildfarben-weiß |              | Deutschland 2013: 935 Zuchten (1635 Rammler / 2782 Häsinnen) Kat. IV (Vorwarnstufe) 2016: 739 Züchter (1.274 Rammler / 2.068 Häsinnen) Beobachtung, zurzeit nicht gefährdet          |
| Englische Schecken ursprüngliche Farbenschläge: - blau-weiß, - schwarz-weiß | Bild gesucht | Deutschland 2013: 547 Zuchten (1061 Rammler / 2048 Häsinnen) Kat. III (gefährdet) 2016: 296 Züchter (590 Rammler / 1.105 Häsinnen) Beobachtung, zurzeit nicht gefährdet              |
| Englische Widder (gemäß deutschem Zuchtstandard) ursprüngliche Farbenschläge: blau, blaugrau, dunkelgrau, eisengrau, gelb, schwarz, thüringerfarbig, weiß Rotaugen, wildfarben                                        |              | Deutschland 2013: 110 Zuchten (137 Rammler / 196 Häsinnen) Kat. II (stark gefährdet) 2016: 86 Züchter (124 Rammler / 190 Häsinnen) Stark gefährdet                                   |
| Großchinchilla ursprüngliche Farbenschläge: - schiefer-graublau, - flockig schwarz schattiert |              | Deutschland 2016: 475 Züchter (814 Rammler / 1.484 Häsinnen) Beobachtung, zurzeit nicht gefährdet                                                                                    |
| Hasenkaninchen ursprüngliche Farbenschläge: - rotbraun |              | Deutschland 2013: 810 Zuchten (1382 Rammler / 2314 Häsinnen) Kat. IV (Vorwarnstufe) nach GEH 2016: 599 Züchter (1.070 Rammler / 1.686 Häsinnen) Beobachtung, zurzeit nicht gefährdet |
| Havanna ursprüngliche Farbenschläge: - dunkelbraun glänzend | Bild gesucht | Deutschland 2013: 711 Zuchten (1174 Rammler / 1998 Häsinnen) Kat. III (gefährdet) nach GEH 2016: 577 Züchter (977 Rammler / 1.644 Häsinnen) Beobachtung, zurzeit nicht gefährdet     |
| Helle Großsilber ursprüngliche Farbenschläge: - bläulich weiß silberfarbig |              | Deutschland 2013: 1.398 Zuchten (2.474 Rammler / 4.338 Häsinnen) Kat. IV (Vorwarnstufe) 2016: 1.179 Züchter (2.128 Rammler / 3.677 Häsinnen) Beobachtung, zurzeit nicht gefährdet    |
| Hermelin ursprüngliche Farbenschläge: - weiß (Rotaugen und Blauaugen) mit gutem Glanz | Bild gesucht | Deutschland 2013: 1.023 Zuchten (2.041 Rammler / 3.703 Häsinnen) Kat. IV (Vorwarnstufe) 2016: 835 Züchter (1.684 Rammler / 3.176 Häsinnen) Beobachtung, zurzeit nicht gefährdet      |
| Holländer ursprüngliche Farbenschläge: blau-weiß, dunkelgrau-weiß, eisengrau-weiß, gelb-weiß, havannafarbig-weiß, schwarz-weiß, thüringerfarbig-weiß, wildfarben-weiß                                                 |              | Deutschland 2013: 865 Zuchten (1525 Rammler / 2865 Häsinnen) Kat. IV (Vorwarnstufe) 2016: 551 Züchter (975 Rammler / 1.801 Häsinnen) Beobachtung, zurzeit nicht gefährdet            |
| Japaner ursprüngliche Farbenschläge: - schwarz-gelb |              | Deutschland 2013: 164 Zuchten (356 Rammler / 692 Häsinnen) Kat. II (stark gefährdet) 2016: 151 Züchter (337 Rammler / 625 Häsinnen) gefährdet                                        |
| Kleinchinchilla ursprüngliche Farbenschläge: - bläulich lichtes aschgrau mit kräftiger, flockiger Schattierung | Bild gesucht | Deutschland 2013: 747 Zuchten (1219 Rammler / 2113 Häsinnen) Kat. III (gefährdet) 2016: 606 Züchter (1.054 Rammler / 1.831 Häsinnen) Beobachtung, zurzeit nicht gefährdet            |
| Kleinsilber ursprüngliche Farbenschläge: - blau, - gelb, - graubraun, - havannafarbig, - schwarz |              | Deutschland 2013: 2953 Zuchten (5117 Rammler / 8772 Häsinnen) Kat. IV (Vorwarnstufe) 2016: 1.936 Züchter (3.576 Rammler / 6.014 Häsinnen) Beobachtung, zurzeit nicht gefährdet       |
| Lohkaninchen ursprüngliche Farbenschläge: - blau, - havannafarbig, - schwarz | Bild gesucht | Deutschland 2013: 1920 Zuchten (3273 Rammler / 5431 Häsinnen) Kat. IV (Vorwarnstufe) 2016: 1.524 Züchter (2.621 Rammler / 4.351 Häsinnen) Beobachtung, zurzeit nicht gefährdet       |
| Luxkaninchen ursprüngliche Farbenschläge: - lichtes Blau mit silbrigem Glanz und schwach durchscheinender braunroter Tönung                                                                                           |              | Deutschland 2013: 100 Zuchten (161 Rammler / 268 Häsinnen) Kat. II (stark gefährdet) 2016: 116 Züchter (208 Rammler / 347 Häsinnen) stark gefährdet                                  |
| Marburger Feh ursprüngliche Farbenschläge: - zart abgetöntes, lichtes Blau mit leicht bräunlichem Schleier |              | Deutschland 2013: 650 Zuchten (1065 Rammler / 1786 Häsinnen) Kat. III (gefährdet) 2016: 560 Züchter (931 Rammler / 1.518 Häsinnen) Beobachtung, zurzeit nicht gefährdet              |
| Marderkaninchen ursprüngliche Farbenschläge: - braun |              | Deutschland 2013: 164 Zuchten (315 Rammler / 487 Häsinnen) Kat. II (stark gefährdet) 2016: 57 Züchter (117 Rammler / 213 Häsinnen) Extrem gefährdet                                  |
| Meißner Widder ursprüngliche Farbenschläge: - blau-silber, - gelb-silber, - graubraun-silber, - havanna-silber, - schwarz-silber                                                                                      |              | Deutschland 2013: 157 Zuchten (261 Rammler / 413 Häsinnen) Kat. II (stark gefährdet) 2016: 136 Züchter (232 Rammler / 378 Häsinnen) Gefährdet                                        |
| Perlfeh ursprüngliche Farbenschläge: - blau-wildfarbig | Bild gesucht | Deutschland 2013: 444 Zuchten (755 Rammler / 1.277 Häsinnen) Kat. III (gefährdet) 2016: 400 Züchter (717 Rammler / 1.163 Häsinnen) Beobachtung, zurzeit nicht gefährdet              |
| Rexkaninchen ursprüngliche Farbenschläge: Blau-Rexe, Castor-Rexe, Chin-Rexe, Feh-Rexe, Havanna-Rexe, Loh-Rexe, Lux-Rexe, Schwarz-Rexe, Weiß-Rexe                                                                      | Bild gesucht | Deutschland 2013: 2561 Zuchten (4309 Rammler / 7346 Häsinnen) Kat. IV (Vorwarnstufe) 2016: 1.714 Züchter (2.733 Rammler / 4.614 Häsinnen) Beobachtung, zurzeit nicht gefährdet       |
| Rheinische Schecken ursprüngliche Farbenschläge: - weiß, - schwarz, - gelb | Bild gesucht | Deutschland 2013: 201 Zuchten (438 Rammler / 864 Häsinnen) Kat. II (stark gefährdet) 2016: 209 Züchter (455 Rammler / 866 Häsinnen) Beobachtung, zurzeit nicht gefährdet             |
| Rote Neuseeländer ursprüngliche Farbenschläge: - rot |              | Deutschland 2013: 1261 Zuchten (2114 Rammler / 3725 Häsinnen) Kat. IV (Vorwarnstufe) 2016: 1.118 Züchter (1.972 Rammler / 3.369 Häsinnen) Beobachtung, zurzeit nicht gefährdet       |
| Russen ursprüngliche Farbenschläge: - schwarz-weiß |              | Deutschland 2013: 541 Zuchten (912 Rammler / 1.518 Häsinnen) Kat. III (gefährdet) 2016: 411 Züchter (706 Rammler / 1.199 Häsinnen) Beobachtung, zurzeit nicht gefährdet              |
| Thüringer ursprüngliche Farbenschläge: - gelb-rötlichbraun mit rußartigem Schleier | Bild gesucht | Deutschland 2013: 1.060 Zuchten (1.826 Rammler / 3.169 Häsinnen) Kat. IV (Vorwarnstufe) 2016: 874 Züchter (1.577 Rammler / 2.671 Häsinnen) Beobachtung, zurzeit nicht gefährdet      |
| Wiener ursprüngliche Farbenschläge: - blau, - blaugrau, - grau, - schwarz, - weiß | Bild gesucht | Deutschland 2013: 3.698 Zuchten (6.469 Rammler / 1.1604 Häsinnen) Kat. IV (Vorwarnstufe) 2016: 3.084 Züchter (5.512 Rammler / 9.692 Häsinnen) Beobachtung, zurzeit nicht gefährdet   |

## Hunde
| Rasse                                         | Abbildung            | Gefährdung, Bestand                                                              |
| --------------------------------------------- | -------------------- | -------------------------------------------------------------------------------- |
| Altdeutscher Hütehund: - Westerwälder Kuhhund | Westerwälder Kuhhund | Deutschland GEH: extrem gefährdet, ca. 2 - 5 Würfe pro Jahr (GEH 2011 - 2014)    |
| Altdeutscher Hütehund: - Schafpudel/Hütepudel | Schafpudel           | Deutschland GEH: gefährdet                                                       |
| Altdeutscher Hütehund: - Gelbbacke            | Gelbbacke            | Deutschland GEH: gefährdet                                                       |
| Altdeutscher Hütehund: - Schwarzer            | Schwarzer            | Deutschland GEH: gefährdet                                                       |
| Altdeutscher Hütehund: - Fuchs                | Harzer Fuchs         | Deutschland GEH: gefährdet                                                       |
| Altdeutscher Hütehund: - Tiger                | Tiger                | Deutschland GEH: gefährdet                                                       |
| Altdeutscher Hütehund: - Strobel              | Strobel              | Deutschland GEH: gefährdet                                                       |
| Großspitz                                     |                      | Deutschland GEH: extrem gefährdet, ca. 40 - 80 Welpen pro Jahr (GEH 2010 - 2014) |
| Mittelspitz                                   |                      | Deutschland GEH: stark gefährdet, ca. 80 - 120 Welpen pro Jahr (GEH 2010 - 2013) |
| Deutscher Pinscher                            |                      | Deutschland GEH: gefährdet, ca. 370 - 450 Welpen pro Jahr (GEH 2010 - 2013)      |
| Österreichischer Pinscher                     |                      | Österreich Arche Austria: ca. 55 - 60 Welpen pro Jahr (KÖP 2010 - 2014)          |

## Bienen
| Rasse                    | Abbildung | Gefährdung, Bestand |
| ------------------------ | --------- | --- |
| Dunkle Europäische Biene |           | Deutschland Kat. I (extrem gefährdet, lt. GEH); die Ökotypen Heidebiene, Deutsche Braune Biene, Schwarze Alpenländische Biene gelten in Deutschland als ausgerottet Österreich lt. ÖNGENE lt. ARCHE Austria Schweiz lt. ProSpecieRara |
| Kärntner Biene           |           | Österreich lt. ÖNGENE |